# Leroy Daniels
Leroy Daniels, né dans 28 novembre 1928 dans l'Oklahoma et mort le 11 décembre 1993 en Californie, est un cireur de chaussures qui chantait et dansait quand il travaillait, ce qui l'a conduit à apparaître avec Fred Astaire dans la comédie musicale de 1953 Tous en scène. C'est la seule fois qu'Astaire a dansé à l'écran avec un danseur noir.
Il a aussi servi comme une inspiration pour la chorégraphie de sa scène dans le film.
Il a fait plusieurs apparitions au cinéma et à la télévision entre les années 60 et 80.
Il a fait partie du duo comique Leroy & Skillet avec Ernest Mayhand, qui est apparu avec lui dans Sanford and Son. Le duo a enregistré plusieurs albums dans les années 70, remarquables pour leur humour explicite.

## Filmographie
Sauf indication contraire, les informations mentionnées dans cette section peuvent être confirmées par la base de données cinématographiques IMDb,  présente dans la section « Liens externes ».

### Cinéma
- 1953 : Tous en scène de Vincente Minnelli : cireur de chaussures (non-crédité)
- 1964 : Handle with Care de John K. McCarthy : Swami
- 1977 : Petey Wheatstraw (en) de Cliff Roquemore : Leroy
- 1979 : Le Camé (en) de J. Robert Wagoner : Disco M.C.
- 1982 : Rude de Cliff Roquemore : Leroy
- 1985 : La Vengeance de l'ange (en) de Robert Vincent O'Neil : Bootblack

### Télévision
- 1972-1977 : Sanford and Son : Lucky Leroy